# 오타마촌
오타마촌(일본어: 大玉村)은 일본 후쿠시마현 나카도마리에 있는 촌으로 아다치군에 속한 유일한 자치체이다.

## 지리
니혼마쓰시와 고리야마시 사이에 위치하고 북서부에는 아다타라산이 있으며 동단에는 아부쿠마강이 흐른다. 아다타라산 기슭에 펼쳐진 선상지에 놓여 있다.

## 역사
- 1955년 3월 31일 - 오야마촌, 다마이촌이 합병해 오타마촌이 되었다.
- 2003년 8월 3일 - 촌의회 선거에서 6번째로 전자투표를 실시하였다.
- 2006년 2월 - 마을 내에 'PLANT5 다이타마점'이 개장하였다. 도호쿠 지방 최대 규모의 점포가 되었다.
- 2007년 12월 7일 - 오타마무라 관광 홍보 이미지 캐릭터로 '다마짱'을 선정하였다.
- 2014년 10월 - 일본에서 가장 아름다운 촌 연합에 가입하였다.
- 2015년 10월 26일 - 마추 픽추와 우호도시 협정을 체결하였다.
- 2019년 6월 18일 - 촌의회에서 대규모 태양광 발전소 증설을 미관을 해친다는 이유로 환영하지 않겠다고 선언하였다.

## 인구
| 연도 | 인구  | ±%     |
| ---- | ----- | ------ |
| 1920 | 6,262 | —      |
| 1930 | 7,021 | +12.1% |
| 1940 | 7,386 | +5.2%  |
| 1950 | 9,315 | +26.1% |
| 1960 | 8,944 | −4.0%  |
| 1970 | 7,788 | −12.9% |
| 1980 | 7,837 | +0.6%  |
| 1990 | 8,163 | +4.2%  |
| 2000 | 8,407 | +3.0%  |
| 2010 | 8,574 | +2.0%  |

## 교통

### 도로
- 국도 4호선